# Région fortifiée (Union soviétique)
Pour les articles homonymes, voir Région fortifiée.
Une région fortifiée (en russe : Укреплённый район), aussi traduisible par district fortifié, est un type d'unité militaire soviétique à vocation défensive.

## Organisation
Le terme région fortifiée désigne à la fois le système de fortification (désignée par le nom du lieu) et l'unité chargé de le défendre (désignée par un numéro). Une région fortifiée a la taille d'un régiment ou d'une brigade et regroupe principalement plusieurs bataillons de mitrailleuses et d'artillerie (en russe : отдельный пулемётно-артиллерийский батальон, bataillon indépendant de mitrailleuses et d'artillerie).
En 1942, les régions fortifiées évoluent sur un type mobile, à la suite de la perte de la plupart des lignes défensives. Elles accompagnent alors l'avancée soviétique sur les champs de batailles du front de l'Est.
À partir des années 1960, les régions fortifiées deviennent des unités interarmes ayant l'effectif d'une brigade de fusiliers motorisés mais une puissance plus proche de celle d'une division. Elles disposent notamment de plus de 200 chars.

## Historique
De 1928 à 1938, vingt premières régions fortifiées sont créées au sein de l'Armée rouge, autour de Léningrad, Kiev, la frontière avec les pays baltes et l'Extrême-Orient soviétique. Huit nouvelles sont mises sur pied en 1938-1939 dans les mêmes régions. Après l'invasion de la Pologne, l'annexion des pays baltes et celle de la Bessarabie et Bucovine du Nord, 13 nouvelles régions fortifiées sont créées en 1940-1941 pour protéger les nouvelles conquêtes.
Lors de l'opération Barbarossa, de nombreuses régions fortifiées sont rapidement détruites par l'avancée allemande mais elles continuent d'exister comme unité défensive mobile. Elles sont d'ailleurs rattachées à l'arme des fusiliers (infanterie). À l'été 1945, l'Armée rouge compte 47 régions fortifiées, rapidement dissoutes ou transformées en brigades de mitrailleuses et d'artillerie.
Elles sont modernisées dans les années 1960 dans le cadre des tensions sino-soviétiques. En 1989, toutes les régions fortifiées soviétiques sont réduites et deviennent des régiments de mitrailleuses et d'artillerie, regroupés en divisions de mitrailleuses et d'artillerie.